# Загорье (Луковский старостинский округ)
Загорье (укр. Загір'я) — село в Рудковской городской общине Самборского района Львовской области Украины.
Население по переписи 2001 года составляло 903 человека. Занимает площадь 7,48 км². Почтовый индекс — 81435. Телефонный код — 3236.